# BMW Z3
El BMW Z3 és un automòbil esportiu produït pel fabricant alemany BMW entre els anys 1996 i 2002. Alguns dels seus rivals principals són els alemanys Audi TT, Mercedes-Benz/ Classe SLK, Porsche Boxster i Porsche Cayman, i els japonesos Mazda MX-5 i Nissan 350Z. És el primer model de BMW muntat als Estats Units, més precisament a Spartanburg, a Carolina del Sud. El Z3 va ser substituït pel BMW Z4 a finals de 2002 en el Saló de l'Automòbil de París.